# Hosangadi
Hosangadi är en ort i Indien.   Den ligger i distriktet Udupi och delstaten Karnataka, i den södra delen av landet, 1 700 km söder om huvudstaden New Delhi. Hosangadi ligger 103 meter över havet och antalet invånare är 2 609.
Terrängen runt Hosangadi är kuperad åt nordost, men åt sydväst är den platt. Runt Hosangadi är det ganska tätbefolkat, med 86 invånare per kvadratkilometer. Det finns inga andra samhällen i närheten. I omgivningarna runt Hosangadi växer i huvudsak städsegrön lövskog.